# Поломец
Поло́мец — деревня в Кирово-Чепецком районе Кировской области в составе Фатеевского сельского поселения.

## География
Расположена на расстоянии примерно 15 км на юг по прямой от районного центра города Кирово-Чепецк.

## История
Известна с 1671 года как займище Мишки Копосова с 5 дворами, в 1764 году тут 53 жителя, в 1802 9 дворов. В 1873 году здесь (деревня Поломская или займище Михаила Копосова) дворов 14 и жителей 122, в 1905 17 и 119, в 1926 (деревня Поломец или Копосова) 31 и 159, в 1950 26 и 96, в 1989 уже оставалось 14 постоянных жителей. Настоящее название утвердилось с 1939 года.

## Население
Постоянное население составляло 18 человек (русские 100%) в 2002 году, 24 в 2010.